# هنریک بانک
هنریک بانک (لهستانی: Henryk Bąk؛ ‏ [ˈbɔŋk]؛ ‏ ۲ ژانویهٔ ۱۹۲۳ – ۲۹ اوت ۱۹۸۷) بازیگر اهل لهستان بود.
از فیلم‌ها یا برنامه‌های تلویزیونی که وی در آن نقش داشته‌است می‌توان به سرنوشت‌های لهستانی، سفری برای یک لبخند، گفتار پایانی نورنبرگ، اروییکا، بدشانسی، مانع و عقاب اشاره کرد.
وی همچنین برندهٔ جوایزی همچون نشان دهمین سالگرد خلق لهستان شده‌است.